# Antero Velázquez
Antero Daniel Velázquez Ramírez (3 januari 1992) is een Paraguayaans wielrenner.

## Carrière
In 2015 werd Velázquez, achter Víctor Grange, tweede op het nationale kampioenschap op de weg. Een jaar later deed hij hetzelfde in de tijdrit, toen achter Ernesto Mora.
In 2017 won Velázquez de wegwedstrijd op het nationale kampioenschap. Twee seconden later werd Francisco Riveros tweede.

## Overwinningen
2017
Paraguayaans kampioen op de weg, Elite

## Ploegen
- 2015 –  Start-Massi Cycling Team
- 2016 –  Vivo Team Grupo Oresy